# رولف بيرغيرسن
رولف بيرغيرسن (بالنرويجية البوكمول: Rolf Bergersen)‏ هو لاعب رماية نرويجي، ولد في 15 يوليو 1906 في باشتاد في السويد، وتوفي في 29 أبريل 1966 في أوسلو في النرويج.

## وصلات خارجية
- رولف بيرغيرسن على موقع أوليمبيديا (الإنجليزية)